# Cleistes catharinensis
Cleistes catharinensis är en orkidéart som först beskrevs av Célestin Alfred Cogniaux, och fick sitt nu gällande namn av Frederico Carlos Hoehne. Cleistes catharinensis ingår i släktet Cleistes, och familjen orkidéer. Inga underarter finns listade i Catalogue of Life.